# NK Proleter Ćirina Ada
NK Proleter je bio nogometni klub iz zaselka Ćirina Ada, dijelom naselja Darde.

## Povijest
Klub je osnovan 1954. godine, te je dobio ime "Proleter", ime koje je bilo često pri imenovanju športskih društava u socijalističkoj Jugoslaviji. Natjecao se u najnižem rangu baranjskog nogometnog natjecanja. Godine 1965. dolazi do velikih poplava u Ćirinoj Adi, te kompletno stanovništvo biva evakuirano i na koncu iseljeno, a Ćirina Ada kao naselje prestaje postojati. Samim tim dolazi i do gašenja kluba.